# Lloyd Evans
Lloyd Evans, dawniej występujący pod pseudonimem John Cedars (ur. 10 września 1979) pisarz, aktywista, Youtuber, filmowiec oraz były Świadek Jehowy (obecnie ateista). Tworzy filmy przedstawiające różne nauki Świadków Jehowy, kontrowersje, oraz historię organizacji Strażnica – Towarzystwo Biblijne i Traktatowe.

## Życiorys

### Młodość i rodzina pochodzenia
Lloyd Evans urodził się w Manchesterze w Anglii w 1979 roku, a wychowywał w Wilmslow. Ma jedną siostrę, Hannah. Został ochrzczony jako Świadek Jehowy w grudniu 1990 roku w wieku 11 lat; ojciec Lloyda, Jonathan Evans, był podówczas i nadal jest starszym w zborze. Studiował sztukę w college'u przez dwa lata. Po zauważeniu, jego zdaniem, sprzeczności doktrynalnej w książce Pilnie zważaj na proroctwa Daniela!, napisanej i wydanej przez Świadków Jehowy, zaczął wątpić w swoje wyznanie. W 2001 roku matka Lloyda, Lesley Margaret Evans, zmarła nagle na raka piersi, co skłoniło go do „odsunięcia wszelkich utrzymujących się wątpliwości tak daleko, jak to możliwe”. Relacje z matką, która była dwa razy zamężna, zanim poznała ojca Lloyda (drugi mąż zginął w pożarze, któremu to wydarzeniu Evans przypisuje wpływ na konwersję matki), była dla niego istotna i doświadczenie z jej utraty odbiło się na jego życiu mocno. 

### Jako Świadek Jehowy
W wieku 19 lat został pionierem i sługą pomocniczym, a w wieku 25 lat skończył Kurs Usługiwania w Dudley. Podczas kursu został poproszony o wykreślenie kilku słów w książce Insight on the Scriptures ze względu na zmianę pewnych szczegółów doktryny Świadków Jehowy, co skłoniło go do ponownego zakwestionowania swojej religii. 
W kwietniu 2008 roku Lloyd został mianowany starszym zboru i zaczął dostrzegać jeszcze więcej problematycznych elementów swojej religii. W tym samym roku wdał się w konflikt z nadzorcą przewodniczącym (obecnie koordynator grona starszych), którego zachowanie wydawało mu się nie licować z zasadami obowiązującymi starszych, co skutkowało odebraniem Evansowi przywilejów w zborze (w tym pioniera; pionierem przestała być również jego żona, Dijana.) W tym samym roku Dijana Evans odkryła, że Lloyd „spotykał się z dziewczynami w internecie w sposób, jakiego nie powinien był robić jako żonaty mężczyzna”. Wyraził skruchę i „uważa, że te działania są w dużej mierze produktem ubocznym represji seksualnych w [jego] młodości”. W celu zbadania sprawy wyznaczony został komitet sądowniczy.
W 2009 roku Lloyd i jego żona przeprowadzili się do Chorwacji, do rodziców Dijany, by zaradzić problemom, jakie narosły w małżeństwie. Lloyd zaczął wątpić w swoje przekonania, ponieważ z powodu bariery językowej nie miał stałego kontaktu z miejscowym zborem oraz nie uczestniczył regularnie w zebraniach zborowych w lokalnej Sali Królestwa. Skłoniło go to do przeprowadzenia samodzielnego badania oraz zgłębienia informacji o tym jak Świadkowie Jehowy zajmują się tematem wykorzystywania seksualnego dzieci. Według jego relacji w maju 2011 roku ogłosił się „nieczynnym”. Po dalszych konfliktach na tle religijnym (starszy skonfrontował się z Dijaną i oskarżył Lloyda o znęcanie się nad nią w związku z jego statusem nieaktywnego Świadka) i samodzielnych poszukiwaniach informacji w internecie, Lloyd zorganizował stworzenie spisu-badania wśród Świadków Jehowy, które dało początek stronie JWWatch.org.
Lloyd formalnie odszedł (odłączył się) od Świadków Jehowy 29 grudnia 2013 roku, po 23 latach członkostwaczęściowo motywując to ciążą żony i chęcią wychowania swojej córki poza tą religią. Wszyscy jego krewni w Wielkiej Brytanii przestali utrzymywać z nim kontakty towarzyskie, zgodnie z doktryną religijną.

### Życie prywatne i rodzinne
Rok po ukończeniu Kursu Usługiwania, wyjechał do Chorwacji na zlot absolwentów, gdzie poznał swoją żonę, Dijanę, tłumaczkę przysięgłą z serbsko-chorwackiego i bośniackiego. Pobrali się w 2007 r. i zamieszkali w Anglii, skąd później przeprowadzili się do rodzinnego kraju jego żony. Jego pierwsze dziecko, Jessica Liberty, urodziło się 7 maja 2014 roku. Druga córka, Julia Lesley Evans, urodziła się 22 marca 2019 r. Evans mieszka we wsi Gornje Komarevo w Chorwacji, teściowie częściowo utrzymują z nim kontakty i mają kontakt z jego żoną oraz dwójką dzieci. W czerwcu 2022 roku Evans ogłosił, że jest w separacji ze swoją żoną.

#### Kontrowersje
31 stycznia 2022 roku Kim Silvio, była prawniczka i Świadek Jehowy, która pracowała dla Lloyda jako wolontariuszka, zaczęła ujawniać w serwisie Reddit informacje o życiu prywatnym Lloyda. Lloyd szukał ochrony prawnej w odpowiedzi na zaistniałą sytuację, jak i według niego niepotwierdzonych insynuacji, dotyczące naruszeń prawa i branie udziału w korzystaniu z prostytucji dziecięcej ze względu na podróż do Tajlandii. 1 marca 2022 r. Lloyd powrócił do YouTube po dwumiesięcznej przerwie. W nagraniu zapowiadającym jego powrót przyznał się jednak do niewierności i zdrady małżeńskiej wobec żony.

## Aktywizm

### Kanał YouTube
W październiku 2011 roku Lloyd założył pod pseudonimem John Cedars serwis JWWatch.org, który gromadzi opinie obecnych i byłych Świadków Jehowy na temat ich wiary i życia. Wcześniej był znany jako JW Survey. Evans założył także kanał w serwisie YouTube, gdzie publikuje materiały pozyskane bezpośrednio z jw.org, które komentuje krytycznie, a także przeprowadza wywiady z ekspertami i apostatami różnych religii.  
Lloyd Evans ma ponad 102 tys. subskrybentów. Nagrywa swoje filmy w przystosowanej piwnicy, którą nazywa bunkrem w odniesienia do filmu z kongresu Świadków Jehowy, w którym Świadkowie Jehowy czekają podczas wielkiego ucisku, poprzedzającego rozpoczęcie się Armagedonu). 

#### Filmy i wywiady
Lloyd Evans opublikował kilka filmów na swoim kanale (w tym Polish Exodus, Jehovah's Witnesses and Child Abuse - Is there a problem?, Warwick: A Journey to My Former Faith oraz The Selters Escape⁣. 
W kwietniu 2017 roku Lloyd udzielił jako ekspert wywiadu BBC na temat rosyjskiego zakazu praktykowania religii Świadków Jehowy i ich zgromadzenia się, którego to zakazu Evans jest głośnym przeciwnikiem. We wrześniu 2021 roku udzielił wywiadu tej samej stacji w sprawie raportu na temat wykorzystywania seksualnego dzieci. 
Evans wypowiadał się w mediach i na swoim kanale odnośnie przypadków molestowania seksualnego dzieci w zborach,.
W 2018 roku Lloyd razem z innymi byłymi Świadkami Jehowy wystąpił w odcinku specjalnym programu Leah Remini: Scientology and the Aftermath. Program dokumentalny traktuje o życiu w sekcie Kościoła Scjentologów, jednak prowadząca, Leah Remini, postanowiła nakręcić dodatkowy odcinek opowiadający m.in. o podobieństwach między religią Świadków a Scjentologią.
W 2020 roku Lloyd asystował The Independent Inquiry into Child Sexual Abuse (IICSA) w sprawie wykorzystywania seksualnego dzieci w Wielkiej Brytanii. Evans opublikował materiały dotyczące informacji pozyskanych przez Australijską Komisję Królewską, która przebadała w 2020 r. organizacje, w szeregach których znajdują się dzieci, pod kątem zasad dotyczących prewencji, zgłaszania i przeciwdziałania molestowaniu seksualnemu dzieci. Organizacja Świadków Jehowy została w finalnym raporcie wskazana jako jedna z tych, które wymagają najszerszych reform.

### Książki
„Reluctant Apostate; Leaving Jehovah's Witnesses Comes at a Price” opisuje jego doświadczenia dorastania jako Świadek Jehowy oraz jego dekonwersję. Zaczął ją pisać pod koniec 2012 roku, a została opublikowana w styczniu 2017 roku, z przedmową napisaną przez Hemanta Mehta, aktywistę ateistycznego. 
„How to Escape From Jehovah's Witnesses” opublikowano 25 kwietnia 2018 r. Jest to rodzaj poradnika opuszczania Świadków Jehowy i znajdowania wsparcia wśród osób niebędących Świadkami.